# Ekemblemaria
Ekemblemaria is een geslacht van straalvinnige vissen uit de familie van snoekslijmvissen (Chaenopsidae).

## Soorten
- Ekemblemaria lira Hastings, 1992
- Ekemblemaria myersi Stephens, 1963
- Ekemblemaria nigra (Meek & Hildebrand, 1928)